# ピッツォリ
ピッツォリ（イタリア語: Pizzoli）は、イタリア共和国アブルッツォ州ラクイラ県にある、人口約4,600人の基礎自治体（コムーネ）。

## 地理

### 位置・広がり

#### 隣接コムーネ
隣接するコムーネは以下の通り。
- バレーテ
- カピティニャーノ
- ラークイラ
- モンテレアーレ